# Tekovský hrad
Tekovský hrad byl zemský hrad, stojící v obci Starý Tekov. Archeologické nálezy na vrchu Várheď dokazují, že byl osídlen již od neolitu. První zmínka o hradu pochází z roku 1075. Zničen byl v 14. století.

## Historie
Díky ideální strategické poloze při důležitém brodu, na rozdvojení Perce a Hronu, se stal původní zemský hrad brzy župním sídlem. K vývoji města však nedošlo kvůli rozkladu královského župního zařízení, v jehož rámci se i Tekovský hrad dostal do soukromých rukou (1272) a zanedlouho poté zanikl. Jeho majetky byly připojeny ve 14. století k Levickému hradu.

## Exteriér hradu
Hrad stál na okraji vyvýšeniny, ze které byl relativně dobrý výhled do okolí. Směrem, jak se svažovala, byly pravděpodobně palisády a mírná oblá nerovnost naznačuje, že možná i obranná stavba. Před ní je viditelný příkop, který bránil hrad z nejpřístupnější strany a byl vytvořen pravděpodobně záměrně.

## Současný stav
Poloha Várheď je dnes ve středu obce Starý Tekov. Na místě hradu je dnes hřbitov, v blízkosti je kostel. Terénní nerovnosti naznačují polohu a rozlohu hradu.